# Jeff Cohen (cestista)
Jeffrey Maxwell Cohen, detto Jeff (Kenosha, 5 ottobre 1939 – Zurigo, 23 giugno 1978), è stato un cestista statunitense.

## Carriera
Dopo quattro stagioni al College di William e Mary, venne selezionato al secondo giro del Draft NBA 1961 dai Chicago Packers. Tuttavia non giocò mai in NBA: la sua carriera proseguì in American Basketball League con gli Hawaii Chiefs e i Chicago Majors.
È morto in Svizzera nel 1978.